# Három-kúti-barlang
A Három-kúti-barlang Magyarország fokozottan védett barlangjai közül az egyik. Régészeti leletek kerültek elő belőle. A Bükki Nemzeti Park területén található. Turista útikalauzokban is szerepel.

## Leírás
A Három-kúti-barlang a Bükk-fennsík Kis-fennsíkján található. A Három-kúti-bérc csúcsa alatt, a Három-kút sziklakapuinak közelében van a barlang nagy méretű bejárata, amely körülbelül 7,7 m széles és 3,7 m magas. A bejárat és környéke különleges látvány. Régen valószínűleg forrásbarlangként működött, amely később nagyon feltöltődött, részben fagyaprózódás miatt keletkezett kőzettörmelékkel, részben denevérguanóval. Az egyszintes járatrendszer triász időszaki mészkőben jött létre. A barlang vízszintes kiterjedése 42 m.
Az üreg ásványtani érdekessége a rózsaszínű hegyitej, de különféle cseppkőképződmények is találhatók a barlangban. Megfigyelhető benne egy speciális agyagképződmény, a vermikuláció. A legtöbb képződmény a bejárattal szembeni, 10 m hosszú teremben van, de az itt lévő retekcseppkövek, kis méretű szalmacseppkövek, cseppkőmedencék és cseppkőoszlopok többsége színtelen, töredezett és idős.
Az 1990-es évek elejéig számított jelentős denevértanyahelynek a barlang belső terme, a Kupola-csarnok. 3000–4000 egyedből álló tavi denevér kolóniát figyeltek meg benne 1987-ben. Jelenleg is sok guanó van a barlangban. A bejárati teremtől jobbra található főágból jobbra nyíló két kis mellékágban megmaradtak az ásatások előtti talajrétegek (Regős József és Ringer Árpád 2003-ban megjelent barlangismertetése szerint). Fokozottan védett területen nyílik, ezért megközelítéséhez is engedély kell, nemcsak bejárásához. A látogatásához a Bükki Nemzeti Park Igazgatóság engedélye szükséges.
Előfordul a barlang Háromkuti barlang (Kadić 1914), Három-kuti-barlang (Bertalan 1976), Háromkúti-barlang (Kadić 1930), Háromkúti barlang (Kadić 1907), Hidas-kői-barlang (Regős, Ringer 2003), Magaskő barlangja (Bertalan 1976), Magaskő-barlangja (Regős, Ringer 2003) és Magoskő-barlangja (Kordos 1984) neveken is az irodalmában. 1977-ben, Hevesi Attila könyvében volt először Három-kúti-barlangnak nevezve a barlang az irodalmában.

## Kutatástörténet
A Földtani Közlöny 1907. évi évfolyamában publikált és Kadić Ottokár által írt tanulmányban szó van arról, hogy Kadić Ottokár bejárta a Szinva völgyének rendszeréhez tartozó mészkőterületet és itt, a Garadna bal partján meglátogatta a Háromkúti barlangot. A 17 megtekintett barlang közül 6 olyan barlang volt, pl. a Háromkúti barlang, amelyet leginkább alkalmasnak talált arra, hogy abban őslénytani és régészeti kutatásokat végezzenek.
1913-ban ásatást végzett a barlangban. Kutatógödrének mélysége helyenként az öt métert is elérte. 3,3 méter mélységből egy sötétbarna kalcedonból készült, egyik oldalán szépen megmunkált őskőkorszaki szakócaszerű kőeszköz is előkerült, amelyet Kadić Ottokár az acheuli kultúrába tartozónak vélt. Ez az eszköz jelentősen eltért a hegység barlangjaiban addig talált eszközöktől. Barlangi medve, barlangi hiéna, farkas, gímszarvas és európai őz csontok kerültek elő a kitöltéséből. Valószínűleg ekkor kerültek elő, a jelenleg a Herman Ottó Múzeumban őrzött, a bükki kultúrát és a kiétei kultúrát képviselő edénytöredékek. Az alföldi vonaldíszes kultúrába tartozik egy innen kikerült töredék.
Az 1920-as években magas foszfáttartalmú denevérguanót bányásztak benne, amit a lillafüredi kertészet használt fel termőtalaj javításra. 1923-ban Hillebrand Jenő folytatta a barlang régészeti vizsgálatát, hogy további őskori kőeszközöket találjon és így a szakócaszerű kőeszköz pontos kultúráját megállapíthassa, de a kutatása nem járt eredménnyel. Csak barlangi medve csontokat talált. Az 1932-ben kiadott, Az Aggteleki cseppkőbarlang és környéke című könyvben, a Bükk hegység barlangjairól szóló részben szó van arról, hogy Ómassa határában, a Garadna-patak bal partján helyezkedik el a Háromkúti barlang. A barlang rétegeiből az ásatás egy kőszakócát is felszínre hozott kevés állatmaradvány kíséretében. Az ismertetés egy publikáció alapján lett írva. Az 1932-ben napvilágot látott, Természetvédelem és a természeti emlékek című könyvben meg van ismételve a könyv 1931. évi kiadásának Három-kúti-barlangot tárgyaló része.
Az 1939. évi Barlangvilágban megjelent, Kadić Ottokár által írt dolgozat szerint a Bükk hegységben található Szeleta-barlangban, Balla-barlangban, Herman Ottó-barlangban, Kecske-lyukban, Három-kúti-barlangban, Istállós-kői-barlangban, Büdös-pestben és Puskaporosi-kőfülkében végzett rendszeres ásatások annyi őslénytani és ősrégészeti anyagot szolgáltattak, hogy abból megtelne egy múzeumi terem.
Az 1941-ben publikált Magyar turista lexikonban külön szócikke van a barlangnak. A kiadványban az van írva, hogy a Háromkúti barlang a Bükk hegységben, Ómassa határában, a Magas-kőhöz vezető ösvény mellett található. Több kis teremből és odúból áll. 1913-ban Kadić Ottokár végzett ásatásokat benne, majd Hillebrand Jenő kutatta. Főleg barlangi medve csontok voltak a leletek között. Az 1976-ban befejezett, Magyarország barlangleltára című kéziratban az olvasható, hogy a Három-kuti-barlang, másik nevén Magaskő barlangja a Bükk hegységben, a miskolci Ómassán helyezkedik el. A Magas-kőtől Ny-ra, a Három-kúti-völgy bal oldalán, a Garadna bal partján emelkedő szirtben, 580 m tszf. magasságban van a tág és széles bejárata. Nagy teremből és néhány kisebb odúból álló barlang. Ásatás volt benne. A kézirat barlangra vonatkozó része 2 irodalmi mű alapján lett írva.
A Bertalan Károly és Schőnviszky László által összeállított, 1976-ban megjelent Magyar barlangtani bibliográfia barlangnévmutatójában meg van említve a Bükk hegységben lévő barlang Három-kuti-barlang néven. A barlangnévmutatóban fel van sorolva 22 irodalmi mű, amelyek foglalkoznak a barlanggal. Az 1977. évi Karszt és Barlangban lévő, Gábori Miklós által írt összefoglalásban közölve lett, hogy a Vértes László által végzett új rétegtisztázó ásatásoknak leginkább a magyarországi barlangi üledékek vizsgálata volt a céljuk (Lais-módszer), és az egyes rétegek időrendi besorolását nagyon segítette pl. a Három-kúti-barlang rétegsorának vizsgálata. A tanulmányban van egy Magyarország térkép, amelyen a Magyarországon lévő, régészetileg kutatott barlangok földrajzi elhelyezkedése figyelhető meg. A térképen látható a Bükk hegység lelőhelyei közé sorolt Három-kúti-barlang földrajzi elhelyezkedése. A folyóirat 1977. évi különszámába bekerült az összefoglalás angol nyelvű változata. Ebben a tanulmányban is közölve lett a térkép, amelyen Háromkúti Cave a barlang neve.
Az 1979-ben kiadott Barlangok a Bükkben című könyvben szó van arról, hogy a Magoskő sziklafalában több, kisebb-nagyobb barlang nyílik. Némelyikben barlangi állatok csontjai is fel lettek fedezve, mint pl. a Három-kúti-barlangban. Az 1984-ben napvilágot látott Magyarország barlangjai című kiadványban van egy Magyarország térkép, amelyen a Magyarországon lévő, régészetileg kutatott jelentősebb barlangok földrajzi elhelyezkedése figyelhető meg. A térképen látható a Három-kúti-barlang földrajzi elhelyezkedése. A könyv országos barlanglistájában szerepel a Bükk hegységben lévő barlang Három-kúti-barlang néven Magoskő-barlangja névváltozattal. A listához kapcsolódóan látható az Aggteleki-karszt és a Bükk hegység barlangjainak földrajzi elhelyezkedését bemutató 1:500 000-es méretarányú térképen a barlang földrajzi elhelyezkedése.
1988. október 1-től a környezetvédelmi és vízgazdálkodási miniszter 7/1988. (X. 1.) KVM rendeletének (6. §. 2. pont, illetve 5. sz. melléklet) értelmében a Bükk hegységben lévő Három-kúti-barlang fokozottan védett barlang. Fokozottan védett barlang régészeti, morfológiai, biológiai és tájképi értéke miatt lett. Az 1988. évi Karszt és Barlangban közölve lett, hogy a Bükk hegységben elhelyezkedő Három-kúti-barlang bekerült Magyarország fokozottan védett barlangjai közé. Magyarországon a Három-kúti-barlanggal együtt 108 barlang van fokozottan védve. Az 1989. évi Karszt és Barlangban lévő és Ringer Árpád által írt tanulmányban van egy térkép, amelyen a régészeti leletek miatt ismert jelentősebb magyarországi barlangok földrajzi elhelyezkedése figyelhető meg. A térképen látható a Három-kúti-barlang földrajzi elhelyezkedése. A folyóirat 1989. évi különszámában napvilágot látott a tanulmány angol nyelvű változata. Ebben a tanulmányban is közölve lett a térkép, amelyen Háromkúti Cave a barlang neve.
Az 1989. évi Karszt és Barlangban lévő és Topál György által írt tanulmányban meg van említve, hogy az MKBT 1985-ben kijelölt 20 barlangot és a társulat ajánlotta a munkában önkéntesen résztvevőknek, hogy legyen ezekben évente elvileg egy-egy téli és nyári denevérszámlálás. A kijelölt barlangok közül 1988-ig pl. a Három-kúti-barlangban történt denevér-megfigyelés. A kutatásra kijelölt és ajánlott Három-kúti-barlangból régi, összehasonlító adat nem volt. A barlangban Kováts Nóra, Lénárt László és Topál György megfigyelései szerint több százas, esetleg néhány ezres denevércsapat nyári tanyahelye van. A közönséges és a hegyesorrú denevérek mellett biztos, hogy néhány száz hosszúszárnyú denevér is él benne. Utóbbi faj úgy látszott, hogy gyakorlatilag eltűnt Magyarországról. A folyóirat 1989. évi különszámában napvilágot látott a tanulmány angol nyelvű változata. Ebben a tanulmányban Három-kút Cave a barlang neve.
1998. május 14-től a környezetvédelmi és területfejlesztési miniszter 13/1998. (V. 6.) KTM rendelete szerint a Bükki Nemzeti Park Igazgatóság illetékességi területén, a Bükk hegységben található Három-kúti-barlang az igazgatóság engedélyével látogatható. 2001. május 17-től a környezetvédelmi miniszter 13/2001. (V. 9.) KöM rendeletének értelmében a Bükk hegység területén lévő Három-kúti-barlang fokozottan védett barlang. Egyidejűleg a fokozottan védett barlangok körének megállapításáról szóló 1/1982. (III. 15.) OKTH rendelkezés hatályát veszti. A 2003-ban megjelent Magyarország fokozottan védett barlangjai című könyvben az olvasható, hogy 89 m hosszú, 19,3 m függőleges kiterjedésű, 14,6 m magas, 4,7 m mély és 42 m vízszintes kiterjedésű.
A 2005-ben kiadott Magyar hegyisport és turista enciklopédia című kiadványban önálló szócikke van a barlangnak. A szócikk szerint a Bükk hegységben található az 1988-ban fokozott védelem alá helyezett Három-kúti-barlang. A Kis-fennsíkon lévő három-kúti sziklakapuk közelében, 618 m tszf. magasságban van a barlang kb. 8 m széles és 4 m magas bejárata. 89 m hosszú a triász mészkőben keletkezett és elágazó barlang. A bejárattal szemben elhelyezkedő terme az üregrendszer képződményekben leggazdagabb része, de a 10 m hosszú részben megfigyelhető apró szalma, retek, oszlop és medence formájú cseppkövek többsége színtelen, elöregedett és töredezett. Denevérkolóniák kedvelt téli szálláshelye volt belső terme az 1990-es évekig. A barlangban jelenleg is nagy mennyiségben lévő guanó legnagyobb része az 1920-as években kitermelésre került és termőtalaj javításra használta fel a lillafüredi kertészet. A kitöltésben találtak Kyjatice-kultúrába és bükki kultúrába sorolt edénytöredékeket és egy szépen megmunkált őskori eszközt. Az 1951-től régészeti oltalom alatt álló természeti érték különleges látványt nyújt környezetével együtt. Mivel bejárata fokozottan védett területen van, ezért engedély kell megközelítéséhez és bejárásához is.
2005. szeptember 1-től a környezetvédelmi és vízügyi miniszter 22/2005. (VIII. 31.) KvVM rendelete szerint a Bükki Nemzeti Park Igazgatóság működési területén, a Bükk hegységben található Három-kúti-barlang a felügyelőség engedélyével látogatható. 2005. szeptember 1-től a környezetvédelmi és vízügyi miniszter 23/2005. (VIII. 31.) KvVM rendelete szerint a Bükk hegységben lévő Három-kúti-barlang fokozottan védett barlang. 2007. március 8-tól a környezetvédelmi és vízügyi miniszter 3/2007. (I. 22.) KvVM rendelete szerint a Bükki Nemzeti Park Igazgatóság működési területén lévő Bükk hegységben elhelyezkedő Három-kúti-barlang az igazgatóság engedélyével tekinthető meg.
2013. július 19-től a vidékfejlesztési miniszter 58/2013. (VII. 11.) VM rendelete szerint a Három-kúti-barlang (Bükk hegység, Bükki Nemzeti Park Igazgatóság működési területe) az igazgatóság hozzájárulásával látogatható. 2013. augusztus 12-től a belügyminiszter 43/2013. (VIII. 9.) BM rendelete szerint a Borsod-Abaúj-Zemplén megyei, miskolci, 5362-26 barlangkataszteri számú és 16729 lelőhely-azonosítójú Három-kúti-barlang régészeti szempontból jelentős barlangnak minősül. 2015. november 3-tól a földművelésügyi miniszter 66/2015. (X. 26.) FM rendelete szerint a Három-kúti-barlang (Bükk hegység) fokozottan védett barlang. 2021. május 10-től az agrárminiszter 17/2021. (IV. 9.) AM rendelete szerint a Három-kúti-barlang (Bükk hegység, Bükki Nemzeti Park Igazgatóság működési területe) az igazgatóság engedélyével látogatható. A 13/1998. (V. 6.) KTM rendelet egyidejűleg hatályát veszti.

## További irodalom
- Dancza János: A barlangkutatás. Az ősember lakhelyei a Bükk hegységben. Természetbarát, 1931. (19. évf.) január–február. 5–6. old., március–május. 4–5. old., június–július. 5–6. old., augusztus–szeptember. 3–4. old., október–december. 5–6. old.
- Erdey Gyula – Hubay József – Vigyázó János: Bükk. Budapest, 1932. Turistaság és Alpinizmus RT. 117. old.
- Kadić Ottokár: A jégkor embere Magyarországon. Az összes magyarországi leletek összefoglaló ismertetése. Der Mensch zur Eiszeit in Ungarn. Zusammenfassende darstellung sämtlicher funde des eiszeitlichen menschen in Ungarn. (Német nyelven.) A Magyar Királyi Földtani Intézet Évkönyve, 1934. (30. köt.) 1. füz. 66–67. oldal
- Kadić Ottokár – Kormos Tivadar: Eiszeit und eiszeitliche Kulturen im heutigen Ungarn. Report of the XVI. International Geological Congress, U.S.A. 1933. Vol. 2. 1203–1208. old. Washington, 1936. Különlenyomata: 1935. 1–6. old.
- Kemenczei Tibor: Die Spätbronzezeit Nordostungarns. Budapest, Akadémiai Kiadó, 1984. 132. old. ISBN 963-0532-83-2
- Kolacskovszky Lajos: Vidróczki Márton. Természetbarát, 1937. (25. évf.) 5. sz. 3–5. old.
- Mottl Mária: A bükki mousterien európai vonatkozásban. Geol. Hung. ser. pal. fasc. 1938. (14.) 181–203. old.
- Mottl Mária: Az interglaciálisok és interstadiálisok a magyarországi emlősfauna tükrében. (Hozzászólásokkal.) Beszámoló a m. kir. Földtani Intézet Vitaüléseinek Munkálatairól. A Magyar Királyi Földtani Intézet 1941. évi jelentésének függeléke. 1941. (3. évf.) 1. füz. 3–32. old. (27 hazai barlang faunája 9–20. old.)